# Толис, Сакис
Афана́сиос «Са́кис» То́лис (греч. Αθανάσιος «Σάκης» Τόλης; род. 29 июня 1972, Афины), также известный под псевдонимом Necromayhem — греческий музыкант, более известный как вокалист и гитарист дарк/блэк-метал-группы Rotting Christ.
Он продюсировал некоторые альбомы группы и участвовал в качестве сессионного клавишника. Сакис также исполнял вокал и играл на гитаре для ряда групп, например, он исполнил бэк-вокал в треке «Mocking Modesty» на альбоме Nightrage Wearing a Martyr's Crown и дополнительный вокал на сингле North of South «Just Fourteen Seconds» с альбома The Tides in Our Veins.
Он также играл на гитаре в блэк/дэт-метал группе Thou Art Lord, в которую входят участники нескольких других известных греческих экстрим-метал групп, таких как Necromantia и Septic Flesh.
В 2018 году Толис объявил, что в соавторстве с Дайалом Паттерсоном пишет книгу под названием Non Serviam: The Official Story Of Rotting Christ. Книга была опубликована в ноябре 2018 года и подробно описывает историю группы.
В честь него и его брата Фемиса Толиса был назван вид доисторической офиуры Brezinacantha tolis.

## Дискография
| - Thy Mighty Contract (1993) - Non Serviam (1994) - Triarchy of the Lost Lovers (1996) - A Dead Poem (1997) - Sleep of the Angels (1999) - Khronos (2000) - Genesis (2002) - Sanctus Diavolos (2004) - Theogonia (2007) - Aealo (2010) - Κατά τον δαίμονα εαυτού (2013) - Rituals (2016) - The Heretics (2019) | - DV8 (2002) - Practic Holocaust (1988) - The Other Side of Life (1989) - Out of the Lair — Psychotears (2003) - Astarte — Sirens (2004) - Daylight Misery — Depressive Icons (2010) - Among The Fires Of Hell (2022) |